# (17212) 2000 AV183
2000 أي في 183 (ويعرف أيضًا باسم (17212) 2000 أي في 183 وفق تسمية الكوكب الصغير) (بالإنجليزية: 2000 AV183)‏ هو كويكب ضمن حزام الكويكبات؛ وترتيبه 17212 من حيث الاكتشاف.
اكتُشف هذا الجُرم الفلكي بواسطة بحث لنكولن عن الكويكبات القريبة من الأرض في 7 يناير 2000.

## وصلات خارجية
- (17212) 2000 AV183 في قاعدة بيانات مختبر الدفع النفاث لأجرام النظام الشمسي الصغيرة

- الاكتشاف · مخطط المدار ·  العناصر المدارية · المعلمات المادية

- (17212) 2000 AV183 على موقع ويكي سكاي: DSS2, SDSS, GALEX, IRAS, Hydrogen α, X-Ray, Astrophoto, Sky Map, Articles and images